# آل الدقبسي (لودر)

تعديل مصدري - تعديل

آل الدقبسي هي إحدى قرى عزلة زارة بمديرية لودر التابعة لمحافظة أبين، بلغ تعداد سكانها 164 نسمة حسب تعداد اليمن لعام 2004.